# کوخن (بادن-وورتمبرگ)
کوخن (به آلمانی: Kuchen) یک شهر در آلمان است که در گوپینگن واقع شده‌است.